# Eric Clifton
Pour les articles homonymes, voir Clifton.
Eric Clifton est un athlète américain né le 6 novembre 1958 à Albuquerque. Coureur d'ultra-trails, il a notamment remporté la Vermont 100 Mile Endurance Run en 1989, 1990, 1991 et 1992, la JFK 50 Mile en 1991, 1994, 1995 et 1997, l'Old Dominion 100 Mile Endurance Run en 1992, la Massanutten Mountain Trails 100 Mile Run en 1998, le Badwater Ultramarathon en 1999 et la San Diego 100 en 2004.

## Résultats
- 1989
  - 1er de la Vermont 100 Mile Endurance Run.

- 1990
  - 1er de la Vermont 100 Mile Endurance Run.
  - 3e de la JFK 50 Mile.

- 1991
  - 1er de la Vermont 100 Mile Endurance Run.
  - 1er de la JFK 50 Mile.

- 1992
  - 1er de l'Old Dominion 100 Mile Endurance Run.
  - 1er de la Vermont 100 Mile Endurance Run.

- 1994
  - 1er de la JFK 50 Mile.

- 1995
  - 1er de la JFK 50 Mile.

- 1997
  - 1er de la JFK 50 Mile.

- 1998
  - 1er de la Massanutten Mountain Trails 100 Mile Run.
  - 2e de la JFK 50 Mile.

- 1999
  - 1er du Badwater Ultramarathon.

- 2002
  - 2e de la JFK 50 Mile.

- 2004
  - 1er de la San Diego 100.